# Green Machine (lied)
Green Machine is een nummer van de band Kyuss van hun cd Blues for the Red Sun die is uitgebracht in 1992. Het is de tweede single die is uitgebracht. Het is geschreven door drummer Brant Bjork.
Het nummers staat ook op de ep Dog Food van de band Mondo Generator. Het is live opgenomen tijdens een tournee door Australië.

## Single
- "Green Machine" – 3:38
- "Thong Song" – 3:47

## Video
Voor de single is een muziekvideo gemaakt. Deze is opgenomen in de woestijn. De band is te zien 
- De band Pelican heeft een muziekvideo voor het liedje "Dead Between the Walls" gemaakt die is geïnspireerd op "Green Machine". De band zei hier het volgende over: "sand, fast cars, blistering colors, and just a focus on rockin’, the video was intended as an homage to the 'Green Machine' video".
- In de video is bassist Scott Reeder te zien in plaats van Nick Oliveri omdat hij de band verliet voor het uitbrengen van de cd Blues for the Red Sun.

## Bandleden
- John Garcia - zang
- Josh Homme - gitaar
- Nick Oliveri - basgitaar
- Brant Bjork - drums
- Chris Goss - producer